# 刘慎谔
刘慎谔（1897年8月26日—1975年11月23日），字士林，男，山东牟平人，中国植物学家、林学家，中国植物学科研究的开拓者和奠基人之一。

## 生平
刘慎谔早年就读于济南第一中学，后考入保定留法高等工艺学校预备班。1920年他前往法国留学，先后就读于郎西大学农学院、孟伯里埃农业专科学校、克来孟大学理学院、里昂大学理学院、巴黎大学理学院等校，1929年获博士学位。此后他回到中国，出任国立北平研究院植物学研究所所长。1931年他作为中法西北学术考察团的一员前往迪化考察植物与森林。后又在西域进行了近两年的科考与标本采集工作，写出了《中国西北地区植物地理概论》与《中国南部及西南部植物地理概要》。1936年他带领植物学研究所迁往武功，与国立西北农学院联合成立中国西北植物调查所。1941年他又随北平研究院迁往昆明。抗战结束后回到北平，继续从事植物学研究。
中华人民共和国成立后，刘慎谔于1950年出任东北农学院植物调查所所长。1954年调任中国科学院林业土壤研究所副所长、植物研究室主任。此后他还曾前往苏联、朝鲜等地进行考察。1963年他编写了《动态地植物学》、《历史植物地理学》，并提出了地带性顶极与非地带性顶级的观点。此外，他还主编了《中国北部植物图志》、《东北木本植物图志》、《东北植物检索表》、《东北资源植物手册》、《东北药用植物志》等著作。
刘慎谔还担任过第一、二、三届全国人大代表，沈阳市副市长，辽宁省政协常委，中国民主同盟辽宁省委员会副主任委员，国家科委森林组副组长，中国植物学会副理事长等职。1975年在沈阳逝世，享年78岁。